# Krajewo Białe
Krajewo Białe is een plaats in het Poolse district  Zambrowski, woiwodschap Podlachië. De plaats maakt deel uit van de gemeente Zambrów en telt 160 inwoners.